# 癒やし
癒やし（いやし）、ヒーリング（英語: healing）は、心理的な安心感を与えること。またはそれを与える能力を持つ存在の属性である。

## 用法
医療人類学の立場では、治療のより広い概念として「病の癒やし」を考察し、病気をdisease（疾病）、sickness（病気）、illness（病）の3つの視点で捉える。diseaseとは「身体上の異常」であり、科学に支えられた医療技術で扱う分野であるのに対し、illnessは「体験としての病気」であり、本人にとって科学医療の診断とは無関係に感じたり感じなかったりする不調である。医学史学・医学哲学の中川米造は、癒やしは単に病気からの解放に留まらず、渇きや苦しさからの解放といった人間的な問題に関わっていると述べ、その基本は手当て（スキンシップ）と心のぬくもりであり、ほとんどのすべての文化において手当てと温もりを由来とする治療法がみられるという。古代ギリシャの医療では、ヒポクラテスの属するコス派は予後を重んじ身体全体を全人的に治療した。ソクラテスは医学者たちの言を受けて「頭を治すことなしに眼を治そうとするな、体を治すことなしに頭を治そうとするな、魂を治すことなしに体を治そうとするな」という言葉を残している。
宗教学や宗教人類学では、未開社会の暮らしを続ける人々の間で呪術医が、病に陥った人を治す悪魔祓いの行為について言ったものだという。上田紀行の『覚醒のネットーワーク』（かたつむり社 1990年）で、セイロンの悪魔祓いについての言及の中で使用されたのが、この言葉の今日のような用法での最初だという。こちらの意味では、なんらかの原因で、地域社会や共同体から孤立してしまった人を再び、みんなの中に仲間として迎え入れること、そのための音楽や劇、踊りを交えて、霊的なネットワークのつながりを再構築すること、これこそが癒やしだという。
新約聖書の日本語訳の中にイエス・キリストが人々を「癒やした」という記述が何度も出てくるように、宗教的な奇跡（奇蹟）的治癒を行う動作の意味でも使用されている。
その他、手当て療法、エネルギー療法、霊能力などの科学的に証明されていない儀式で、「癒やし」「ヒーリング」などと称するものが多い。

## 癒やし系
バブル崩壊後の日本では、1990年代中頃から「癒やしブーム」が流行し、その後も影響を与えた「癒やしブーム」の背景には、特に病人でもない多数の人々が「癒やされたい」という欲求を持つようになったこと、「癒やし」をマーケティング用語としてメディアや企業が展開した、所有欲や充足感を満たさせる市場戦略が成功したことがあると考えられる。
1999年に新語・流行語大賞にて「癒し」がトップ10入りとなったことなどをきっかけに始まった「癒やしブーム」以降「癒やし」という言葉は多様で曖昧な用い方をされている。その用法のあらましに鑑みるに、ストレスやうつ病や自殺未遂傾向など、過度の緊張や慢性的な心的疲労を蓄積させている人に、一時的なリラックス効果や、中短期的なヒーリング効果を得られると期待される行為を総称して「癒し」と呼び、そのためのサービスや商品などさまざまなものを総称して、癒し系、癒しグッズという言い方をしている。
癒やしの特徴、特性を持つ人物や物体、詩などを「癒やし系」と表現することがある。特に芸能界においては、主に「ほんわか」「やんわり」「ふんわり」とした視聴者を和ませる雰囲気があるタレントをさす言葉として使われた。なお、元祖癒やし系タレントの飯島直子は実際にはそういう性格ではなかったという。

## 癒やしの手法
癒やしをもたらすと考えられるものにはさまざまな手法があり、医療分野では領域がまたがっているものもある。
- セラピー
  - アロマセラピー
  - リフレクソロジー（足つぼマッサージ）
  - アニマルセラピー
  - 手技療法
  - アートセラピー
- ヒーリング・ミュージック
  - 音楽療法
- 自然
  - 森林浴
  - ガーデニング
  - ハーブ
  - パワースポット
- 宗教の技法
  - 瞑想、坐禅
- 健康法
  - 呼吸法
  - 気功
  - ヨーガ
- 代替医療
  - 手当て療法
  - バッチフラワー
  - ホメオパシー
- キリスト教
  - 神癒
  - 病者の塗油
  - 悪魔払い